# Skalka (1980 m)

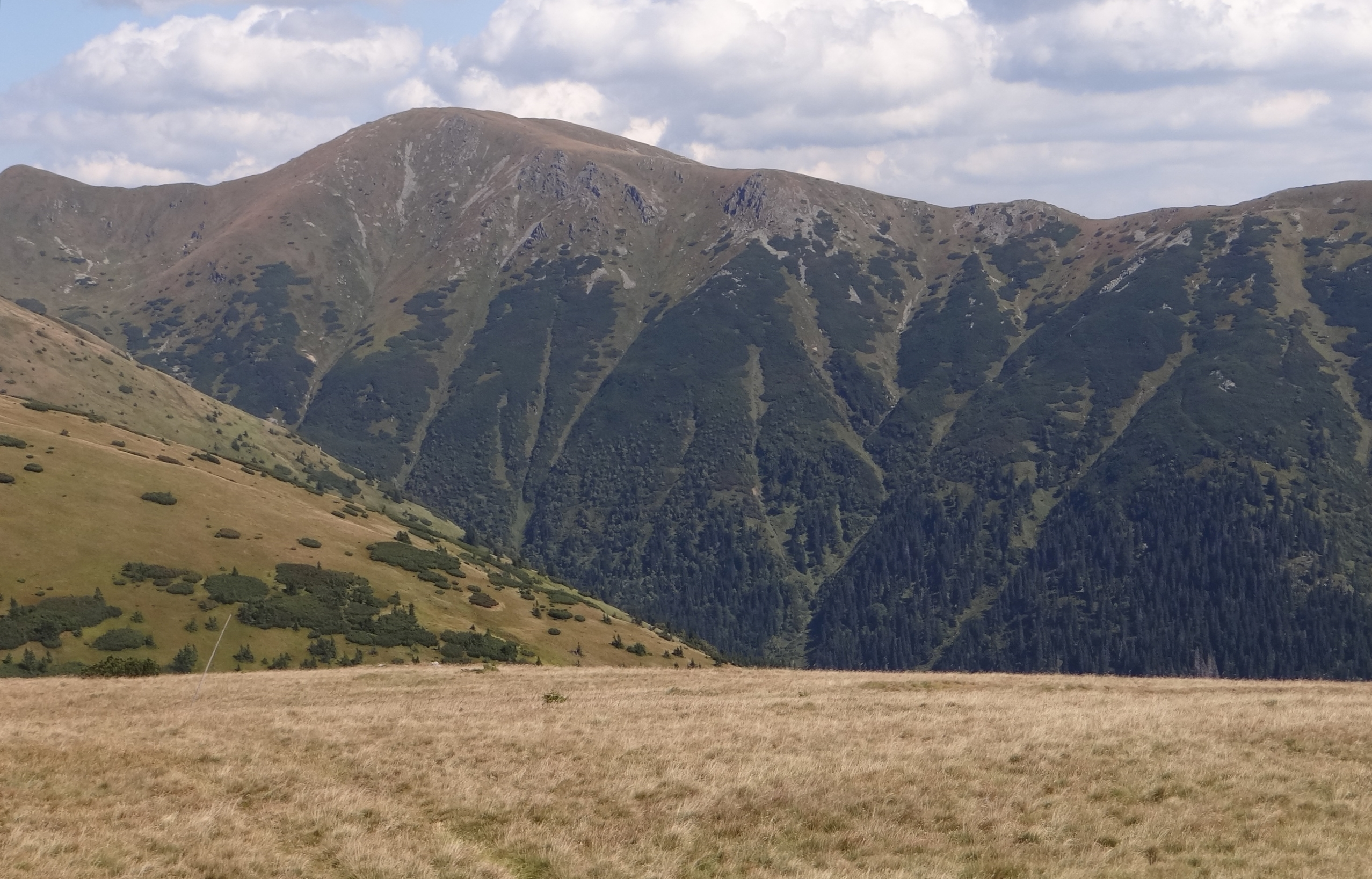
Skalka i Lomnistá dolina

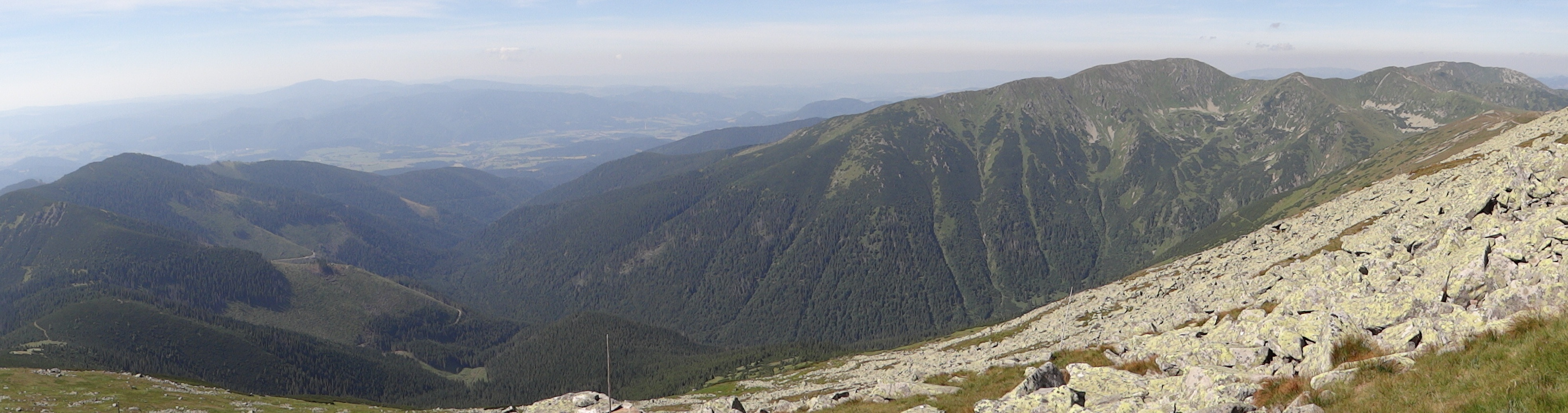
Vajskovská dolina i Skalka

Skalka (pol. Skałka; 1980 m) – szczyt w Niżnych Tatrach, na Słowacji. Jest piątym co do wysokości szczytem tej grupy górskiej i drugim co do wysokości spośród wznoszących się poza głównym grzbietem (po Štiavnicy).

## Położenie
Leży w zachodniej części Niżnych Tatr, w bocznym grzbiecie oddzielającym się w kierunku południowym od głównego grzbietu niżnotatrzańskiego w szczycie Kotlisk, ok. 1,1 km od tych ostatnich. Potężny masyw Skalki rozdziela kotły, zamykające doliny: Vajskovską (na wschodzie) i Łomnistą (na zachodzie).

## Geologia i morfologia
Masyw Skałki budują typowe dla Niżnych Tatr granity tzw. dziumbierskiego typu. Ma on formę trójramiennego rozrogu, którego krótkie ramię północne przez wyraźną przełączkę (ok. 1865 m) łączy go z grzbietem głównym. Masywne ramię południowo-wschodnie skręca wkrótce ku południowi i przez wzniesienie zwane Snožka (1378 m) opada stromo w widły potoków: Vajskovskiego i Kulichovego. Ramię południowo-zachodnie poprzez szczyty Žiarska hoľa (1840 m) i Žiar (1408 m) opada ku Kotlinie Lopejskiej, ciągnąc się następnie pasmem niewysokich wzgórz aż do doliny Hronu pomiędzy miejscowościami Lopej i Predajná. Wierzchołek góry jest wyraźnie płaski i najprawdopodobniej jest pozostałością dawnej powierzchni zrównania. Stoki masywu są strome i mocno rozczłonkowane. Szczególnie wysokogórski charakter przedstawiają wschodnie stoki masywu, opadające stromymi żlebami i filarami w głąb polodowcowego kotła w zamknięciu Doliny Vajskovskiej.

## Przyroda
Kopułę szczytową, zwłaszcza od strony południowej i zachodniej porasta roślinność halna. Poniżej poziomicy 1750 m n.p.m. dominuje kosodrzewina, która na najbardziej stromych stokach wschodnich podchodzi aż pod sam szczyt. Od dołu do poziomicy 1500 m dochodzi zwarty bór górnoreglowy.
Strome stoki masywu Skałki zamieszkują m.in. świstak tatrzański oraz kozice (które właśnie tu, w zamknięciu Doliny Łomnistej, aklimatyzowano z Tatr w latach 1969-1974). Częstym gościem jest niedźwiedź brunatny.
Cały masyw Skałki leży na terenie Parku Narodowego Niżne Tatry. Obejmuje go rezerwat przyrody rezerwat przyrody Skalka.

## Turystyka
Grzbietem południowo-zachodniego ramienia Skałki przez jej szczyt na Kotliská biegną żółte znaki szlaku turystycznego z Doliny Vajskovskiej (z węzła szlaków zwanego Črmné).
Niczym nie ograniczona panorama ze szczytu Skałki w kierunku północnym obejmuje znaczną część głównego grzbietu Niżnych Tatr od Praszywej na zachodzie przez Dumbier po Kráľovą holę na wschodzie, natomiast widok w kierunku południowym obejmuje większą część Rudaw Słowackich rozciągających się poza doliną Hronu.

## Szlaki turystyczne
Wylot doliny Vajskovskiej (Črmné) – Strmý vrštek – sedlo pod Žiarom – Žiar – Žiarska hola – Skalka – Kotliská. Czas przejścia: 4.30 h, ↓ 3.50 h